# Dieudonné Raick
Dieudonné Raick (Lieja, 1702 - Anvers, 30 de novembre de 1764) fou un sacerdot, organista i compositor belga.
Fou un organista d'un talent extraordinari i deixà algunes composicions per a piano. Infant de cor de la catedral de la seva vila natal, allà va fer els seus estudis musicals i als dinou anys aconseguí per concurs la plaça d'organista, ordenant-se de sacerdot el 1726. Però, poc temps després presentà la dimissió i es traslladà a Lovaina, per ocupar allà la plaça d'organista de la col·legiata de Sant Pere des de 1724 fins a 1741, època en què passà amb el mateix càrrec, a la catedral de Gant.